# Abeliophyllum
- Wikispecies har taksonomi med forbindelse til  Abeliophyllum

Abeliophyllum er en lille planteslægt med kun én art. Det er en løvfældende busk, der typisk vokser sig vokser 1-2 m høj. Bladene er modsatte, enkle, 6-10 cm lange og 3-4,5 cm brede. Blomsterne er produceret i det tidlige forår, inden de nye blade vises; de er hvide og duftende, omkring 1 cm lang, med en firefliget krone.
| Arter |

- Abeliophyllum distichum